# Primer ministro de Burundi
El Primer ministro de Burundi es el Jefe de Gobierno de Burundi. Originalmente establecido en 1961, el puesto ha funcionado de manera intermitente hasta la actualidad. Su actual titular es Gervais Ndirakobuca.
Desde 1961, y contando tanto los primeros ministros del Reino y de la República, 17 personas han ocupado el cargo, incluyendo a un primer ministro en funciones. Por otra parte, dos personas (Pierre Ngendandumwe y Albin Nyamoya) han ocupado el cargo en dos ocasiones no consecutivas.

## Historia
El puesto fue establecido en 1961, durante la época colonial. Inicialmente una oficina más simbólica que efectiva, el puesto fue abolido en noviembre de 1966, tras el golpe de Estado que proclamó la República. 
En 1972 el presidente Michel Micombero reestableció la oficina, designando a Albin Nyamoya en un intento de calmar las tensiones étnicas. El puesto se volvió a abolir en 1973.Tras el golpe de Estado de 1976 que instaló en el poder a Jean-Baptiste Bagaza, el puesto se reestableció con Édouard Nzambimana como titular, aunque se volvió a disolver la oficina en 1978.
El puesto fue restablecido por el presidente Pierre Buyoya en 1988, si bien en 1998, el puesto fue de nuevo abolido por la Constitución de Transición, siendo reemplazado por la oficina del Vicepresidente.
Tras el referéndum constitucional de Burundi de 2018, se reintrodujo el puesto de Primer ministro, si bien la designación de un nuevo titular no tendría lugar sino hasta junio de 2020, bajo el gobierno de Évariste Ndayishimiye.

## Funciones
De acuerdo con la Constitución de Burundi, el Primer Ministro de Burundi actúa como jefe del gobierno de Burundi y coordina sus actividades. Es nombrado por el Presidente de la República, con previa aprobación de su candidatura por la Asamblea Nacional y el Senado de Burundi. Para acceder a este puesto, el único requisito es ser de nacionalidad burundesa.
El Primer Ministro, así como sus ministros, son corresponsables ante el presidente de Burundi. Todo el gobierno, encabezado por el Primer Ministro, debe implementar la política nacional definida por el poder presidencial. Si el Primer Ministro dimite, ello conlleva la dimisión de todo su gobierno.
El Primer Ministro y sus ministros son responsables, en particular, de deliberar sobre la política general del Estado, los proyectos de tratados y acuerdos internacionales, los proyectos de ley y los proyectos de decretos presidenciales. Además, el Primer Ministro y sus ministros deben hacer o proponer nombramientos en la administración gubernamental y en puestos diplomáticos.

## Listado
| N.°                                                            | Nombre                                                         | Término                                                        | Término                                                        | Etnia                                                          | Partido político                                               | Gobernante                                                     | Ref.  |
| N.°                                                            | Nombre                                                         | Inicio                                                         | Final                                                          | Etnia                                                          | Partido político                                               | Gobernante                                                     | Ref.  |
| Reino de Burundi (Parte de Ruanda-Urundi)                      | Reino de Burundi (Parte de Ruanda-Urundi)                      | Reino de Burundi (Parte de Ruanda-Urundi)                      | Reino de Burundi (Parte de Ruanda-Urundi)                      | Reino de Burundi (Parte de Ruanda-Urundi)                      | Reino de Burundi (Parte de Ruanda-Urundi)                      | Rey                                                            | Ref.  |
| -------------------------------------------------------------- | -------------------------------------------------------------- | -------------------------------------------------------------- | -------------------------------------------------------------- | -------------------------------------------------------------- | -------------------------------------------------------------- | -------------------------------------------------------------- | ----- |
| 1.°                                                            | Joseph Cimpaye                                                 | 26 de enero de 1961                                            | 28 de septiembre de 1961                                       | Hutu                                                           | UPP                                                            | Mwambutsa IV                                                   | [ 6 ] |
| 2.°                                                            | Louis Rwagasore                                                | 28 de septiembre de 1961                                       | 13 de octubre de 1961                                          | Tutsi                                                          | UPRONA                                                         | Mwambutsa IV                                                   | [ 6 ] |
| 3.°                                                            | André Muhirwa                                                  | 20 de octubre de 1961                                          | 1 de julio de 1962                                             | Tutsi                                                          | UPRONA                                                         | Mwambutsa IV                                                   | [ 6 ] |
| Reino de Burundi (Independiente)                               | Reino de Burundi (Independiente)                               | Reino de Burundi (Independiente)                               | Reino de Burundi (Independiente)                               | Reino de Burundi (Independiente)                               | Reino de Burundi (Independiente)                               | Rey                                                            | Ref.  |
| 4.°                                                            | André Muhirwa                                                  | 1 de julio de 1962                                             | 18 de junio de 1963                                            | Tutsi                                                          | UPRONA                                                         | Mwambutsa IV                                                   | [ 6 ] |
| 5.°                                                            | Pierre Ngendandumwe                                            | 18 de junio de 1963                                            | 6 de abril de 1964                                             | Hutu                                                           | UPRONA                                                         | Mwambutsa IV                                                   | [ 6 ] |
| 6.°                                                            | Albin Nyamoya                                                  | 6 de abril de 1964                                             | 7 de enero de 1965                                             | Tutsi                                                          | UPRONA                                                         | Mwambutsa IV                                                   | [ 6 ] |
| 7.°                                                            | Pierre Ngendandumwe                                            | 7 de enero de 1965                                             | 15 de enero de 1965                                            | Hutu                                                           | UPRONA                                                         | Mwambutsa IV                                                   | [ 6 ] |
| -                                                              | Pié Masumbuko                                                  | 15 de enero de 1965                                            | 26 de enero de 1965                                            | Tutsi                                                          | UPRONA                                                         | Mwambutsa IV                                                   | [ 6 ] |
| 8.°                                                            | Joseph Bamina                                                  | 26 de enero de 1965                                            | 13 de octubre de 1965                                          | Hutu                                                           | UPRONA                                                         | Mwambutsa IV                                                   | [ 6 ] |
| 9.°                                                            | Léopold Biha                                                   | 13 de octubre de 1965                                          | 11 de junio de 1966                                            | Tutsi                                                          | UPRONA                                                         | Mwambutsa IV                                                   | [ 6 ] |
| 10.°                                                           | Michel Micombero                                               | 11 de junio de 1966                                            | 28 de noviembre de 1966                                        | Tutsi                                                          | Militar / UPRONA                                               | Ntare V                                                        | [ 6 ] |
| República de Burundi                                           | República de Burundi                                           | República de Burundi                                           | República de Burundi                                           | República de Burundi                                           | República de Burundi                                           | Presidente                                                     | Ref.  |
| Puesto abolido (28 de noviembre de 1966 – 15 de julio de 1972) | Puesto abolido (28 de noviembre de 1966 – 15 de julio de 1972) | Puesto abolido (28 de noviembre de 1966 – 15 de julio de 1972) | Puesto abolido (28 de noviembre de 1966 – 15 de julio de 1972) | Puesto abolido (28 de noviembre de 1966 – 15 de julio de 1972) | Puesto abolido (28 de noviembre de 1966 – 15 de julio de 1972) | Puesto abolido (28 de noviembre de 1966 – 15 de julio de 1972) | [ 6 ] |
| 11.°                                                           | Albin Nyamoya                                                  | 15 de julio de 1972                                            | 5 de junio de 1973                                             | Tutsi                                                          | UPRONA                                                         | Michel Micombero                                               | [ 6 ] |
| Puesto abolido (5 de junio de 1973 – 12 de noviembre de 1976)  |                                                                |                                                                |                                                                |                                                                |                                                                |                                                                | [ 6 ] |
| 12.°                                                           | Édouard Nzambimana                                             | 12 de noviembre de 1976                                        | 13 de octubre de 1978                                          | Tutsi                                                          | UPRONA                                                         | Jean-Baptiste Bagaza                                           | [ 6 ] |
| Puesto abolido (13 de octubre de 1978 – 19 de octubre de 1988) |                                                                |                                                                |                                                                |                                                                |                                                                |                                                                | [ 6 ] |
| 13.°                                                           | Adrien Sibomana                                                | 19 de octubre de 1988                                          | 10 de julio de 1993                                            | Hutu                                                           | UPRONA                                                         | Pierre Buyoya                                                  | [ 6 ] |
| 14.°                                                           | Sylvie Kinigi                                                  | 10 de julio de 1993                                            | 7 de febrero de 1994                                           | Tutsi                                                          | UPRONA                                                         | Melchior Ndadaye                                               | [ 6 ] |
| 15.°                                                           | Anatole Kanyenkiko                                             | 7 de febrero de 1994                                           | 22 de febrero de 1995                                          | Tutsi                                                          | UPRONA                                                         | Cyprien Ntaryamira                                             | [ 6 ] |
| 16.°                                                           | Antoine Nduwayo                                                | 22 de febrero de 1995                                          | 31 de julio de 1996                                            | Tutsi                                                          | UPRONA                                                         | Sylvestre Ntibantunganya                                       | [ 6 ] |
| 17.°                                                           | Pascal-Firmin Ndimira                                          | 31 de julio de 1996                                            | 12 de junio de 1998                                            | Hutu                                                           | UPRONA                                                         | Pierre Buyoya                                                  | [ 6 ] |
| Puesto abolido (12 de junio de 1998 – 23 de junio de 2020)     |                                                                |                                                                |                                                                |                                                                |                                                                |                                                                | [ 6 ] |
| 18.°                                                           | Alain-Guillaume Bunyoni                                        | 23 de junio de 2020                                            | 7 de septiembre de 2022                                        | Hutu                                                           | CNDD–FDD                                                       | Évariste Ndayishimiye                                          | [ 7 ] |
| 19.°                                                           | Gervais Ndirakobuca                                            | 7 de septiembre de 2022                                        | Actualidad                                                     | Hutu                                                           | CNDD–FDD                                                       | Évariste Ndayishimiye                                          | [ 8 ] |